# Gliricidia
Gliricidia es un género perteneciente a la familia Fabaceae. Son pequeños árboles caducifolios utilizados como ornamentales. Comprende 19 especies descritas y de estas, solo 4 aceptadas.
Las pequeñas flores, de apenas 2 cm, son de color rosa pálido, tornándose blancas o púrpura pálido con la edad; surgen en densos racimos sobre las ramas desnudas. El fruto aparece en abril y mayo en la India y países con el mismo clima.
Las flores de estos árboles atraen a las abejas y algunas mariposas de la familia Lycaenidae, así como pájaros nativos. 

## Taxonomía
El género fue descrito por Nicholas Edward Brown y publicado en Nova Genera et Species Plantarum (quarto ed.) 6: 393. 1824. La especie tipo es: Gliricidia sepium (Jacq.) Walp.

## Especies aceptadas
A continuación se brinda un listado de las especies del género Gliricidia aceptadas hasta abril de 2014, ordenadas alfabéticamente. Para cada una se indica el nombre binomial seguido del autor, abreviado según las convenciones y usos.
- Gliricidia brenningii (Harms) Lavin
- Gliricidia maculata ("Humb., Bonpl. & Kunth") Steud.
- Gliricidia robusta (M. Sousa & Lavin) Lavin
- Gliricidia sepium (Jacq.) Walp.